# Unión Buena Vista, Chiapas
Unión Buena Vista är en ort i Mexiko.   Den ligger i kommunen Acala och delstaten Chiapas, i den sydöstra delen av landet, 700 km öster om huvudstaden Mexico City. Unión Buena Vista ligger 533 meter över havet och antalet invånare är 1 847.
Terrängen runt Unión Buena Vista är platt åt nordost, men åt sydväst är den kuperad. Runt Unión Buena Vista är det ganska tätbefolkat, med 52 invånare per kvadratkilometer. Närmaste större samhälle är Acala, 8,0 km norr om Unión Buena Vista. I omgivningarna runt Unión Buena Vista växer huvudsakligen savannskog.